# 哈金斯巴里氏喉盤魚
哈金斯巴里氏喉盤魚（學名：Barryichthys hutchinsi）為輻鰭魚綱喉盤魚目喉盤魚科的其中一種，2009年，Matthew T. Craig 和 John E. Randall從唯一已知標本中對其進行了描述，分布於東印度洋西澳大利亞至南澳大利亞海域，深度0至1公尺，本魚體延長且扁平，頭大，體無鱗片，體金黃色至橄欖褐色的黏魚，背部中央偶爾有10-14條不規則形狀的淺棕色至深棕色斑紋，側面有一條淺棕色至深棕色的不完整或完整水平條紋，從眼下半部一直延伸到吻部，虹膜呈紅色至橙色，背鰭軟條4-5枚、臀鰭軟條4-6枚，體長可達1.5公分，屬底棲性魚類，棲息在岩石底質水域，生活習性不明。